# Botsuana en los Juegos Olímpicos de Los Ángeles 1984
Botsuana estuvo representada en los Juegos Olímpicos de Los Ángeles 1984 por un total de 7 deportistas masculinos que compitieron en 2 deportes.
El equipo olímpico botsuano no obtuvo ninguna medalla en estos Juegos.